# Prunus speciosa
Prunus speciosa (Koidz.) Nakai, 1915 è un arbusto della famiglia delle Rosacee, originario dell'isola di Izu Ōshima e della penisola di Izu a Honshū vicino a Tokyo, Giappone.